# 人工肛門
人工肛門（じんこうこうもん、stoma、消化管ストーマ、消化管ストマ）とは、消化管の疾患などにより、便を排泄するために腹部に造設された消化管排泄孔である。
ストーマとは消化管や尿路を人為的に体外に誘導して造設した開放孔のことを指す。人工肛門保有者（あるいは人工膀胱保有者）のことをオストメイト（もしくは英語読みで「ストマ、ストーマ」保有者などと呼ぶ）と呼ぶ。通常、ストーマにパウチ（便を収容する袋）などのストーマ用装具を取り付け、パウチから排泄した便を一時的に収容するようにして生活する。

## 種類
人工肛門は厳密には部位ごとに呼び方が違うが、以下の2種に大別できる。
- Colostomy（コロストミー）：結腸に造設した人工肛門。コロストーマ。
- Ileostomy（イレオストミー）：回腸に造設した人工肛門。イレオストーマ。

## 造設の理由
主に消化器系疾患などにより、一時的、もしくは永続的に造設する。造設の原因は疾患によって違うが、なんらかの理由で肛門からの排便ができなくなる場合に行われることがほとんどである。一時造設の場合は、しばらくの期間をおいて、ストマ閉鎖手術をする。造設の理由はさまざまであるが、多くは大腸（小腸）の一部もしくは全部を摘出することによって、肛門の使用が困難になった場合に行われる。永久造設の場合は障害者手帳の取得基準に達する。

## コロストミーの場合の排泄方法
コロストミーの場合、排泄方法は自然排便法と洗腸法がある。自然排便法とは排泄口から自然に排泄される便をパウチで受けて処理する方法であり、洗腸法とは一定量の微温水をストーマから注入し、強制的に排便を促進させる方法である。
自然排便法は、便意に従った排泄方法であり一般的に負担が少ないことが特長である。パウチについては、不時の排泄に備えた常時装着が必要なためその使用量が増加し、粘着剤によりストーマ周辺の皮膚にかぶれやただれを招き易い。
洗腸法は手技の習得が必要だが、洗腸終了後は一定時間（24時間 - 48時間程度）排便を恐れない安心した生活が可能で、野外の長時間労働も容易であり、パウチ装着が必須ではなく、皮膚障害を招き難いことが利点として挙げられる。洗腸法を用いても、不時の排便に備えてストーマ用装具は装着することが無難である。洋式トイレへの改造や洗腸場所（トイレや風呂場等）の長時分独占（約1時間前後）などの考慮も要される。老齢化により大量の水を注入しなければ排便できなくなる場合もある。また、災害時のために洗腸用の水を備蓄するのが望ましい。
洗腸法は、老齢化などで体力が低下したときや大災害などの場合には実施困難になるため、最近は推奨されないことが多い。
洗腸法を行っている人も自然排便法も習得し、状況に応じた使い分けが望ましい。洗腸が不便な場合や意にそぐわない時は、随時自然排便法に切り替えられ、体力低下や老齢化に伴う自然排便法への移行に無理が少なく、災害時の洗腸に対する不安も解消できるなど利点が多い。

## 人工肛門保有者への社会福祉制度
障害者手帳や障害年金がある。そのほか医療費控除や障害者控除などもある。